# Steinkreuz (Lindhorst)

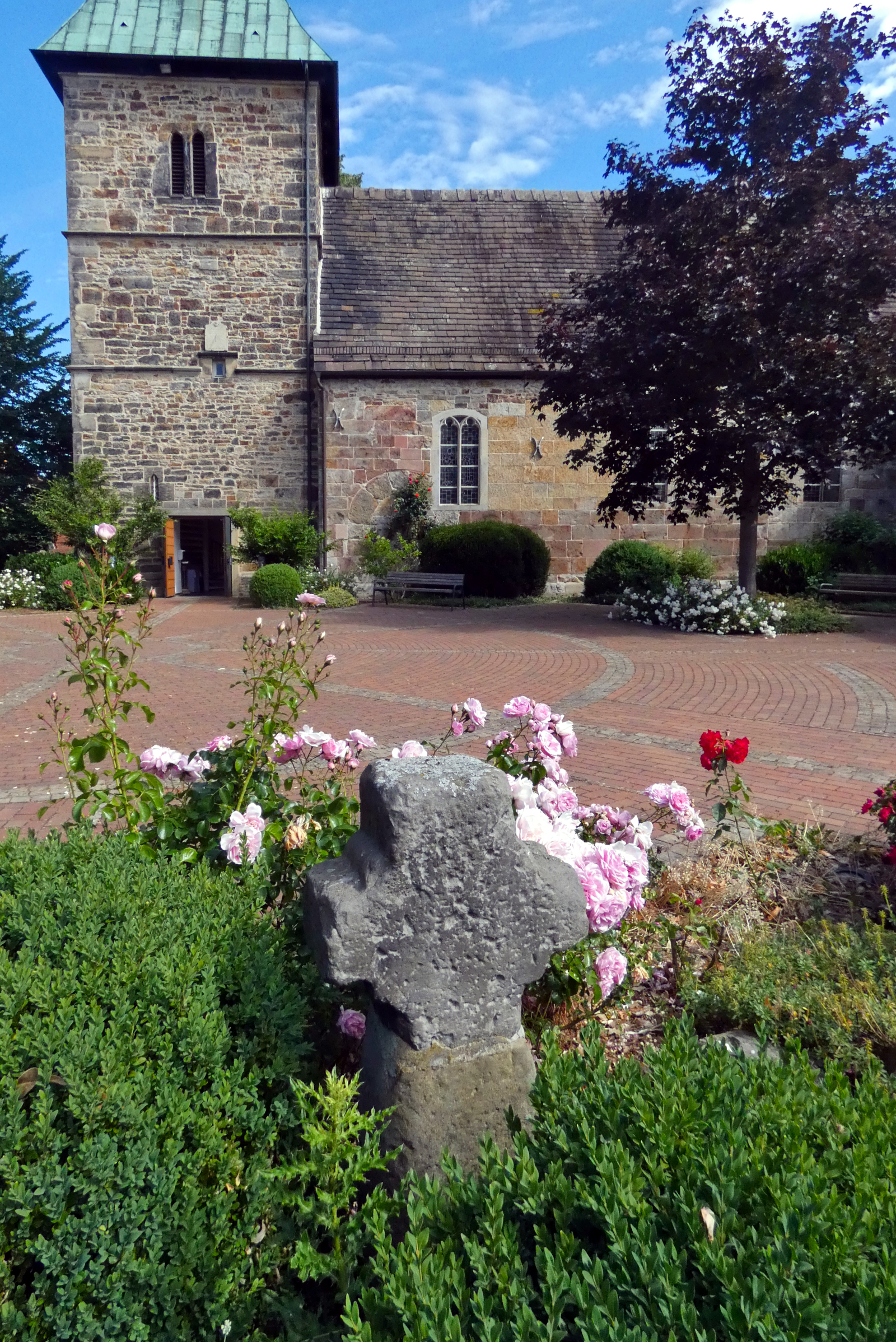
Steinkreuz vor der Kirche in Lindhorst

Das Steinkreuz vor der St.-Dionysius-Kirche ist ein Kulturdenkmal in Lindhorst im Landkreis Schaumburg in Niedersachsen.

## Geschichte
Das Steinkreuz in Lindhorst wurde ursprünglich auf Anordnung von Graf Otto IV. von Schaumburg „auf dem Brinke vor dem Kirchhofe“ aufgestellt.
Mit der 1570 verordneten Aufstellung von Prangern oder Schandpfählen, meist an den Hauptaufgängen zum Kirchhof oder an der Kirche, sollte die 1559 in der Grafschaft erfolgte Reformation gefestigt und Ottos Nachfolger darauf festgelegt werden.
Strafe drohte unter anderem dem Untertan, welcher „… unter der Messe und Predigt vormittags Branntwein oder anderen Wein oder Bier zur Zeche trinket oder zapfet“.
Das Lindhorster Kreuz trug zwei mittels Eisenketten miteinander verbundene Schandsteine. Das Schleppen der Schandsteine war als Strafe für Verstöße gegen kirchliche Zucht und Ordnung vorgesehen.
In späterer Zeit wurde das Steinkreuz direkt vor die Mauer der St.-Dionysius-Kirche versetzt.
Unmittelbar beim Steinkreuz war an der Mauer ein Halseisen mit Kette befestigt.
An der Mauer beim ehemaligen Westportal des Kirchturms ist eine Kette mit einer daran befestigten Handfessel noch erhalten. Im Mittelalter wurden dort Verurteilte öffentlich zur Schau gestellt.
Um das Jahr 1990 wurde das Steinkreuz ein zweites Mal versetzt.
Sein neuer Standort liegt in der Mitte des 2003 umgestalteten Kirchplatzes südlich der Kirche.

## Beschreibung

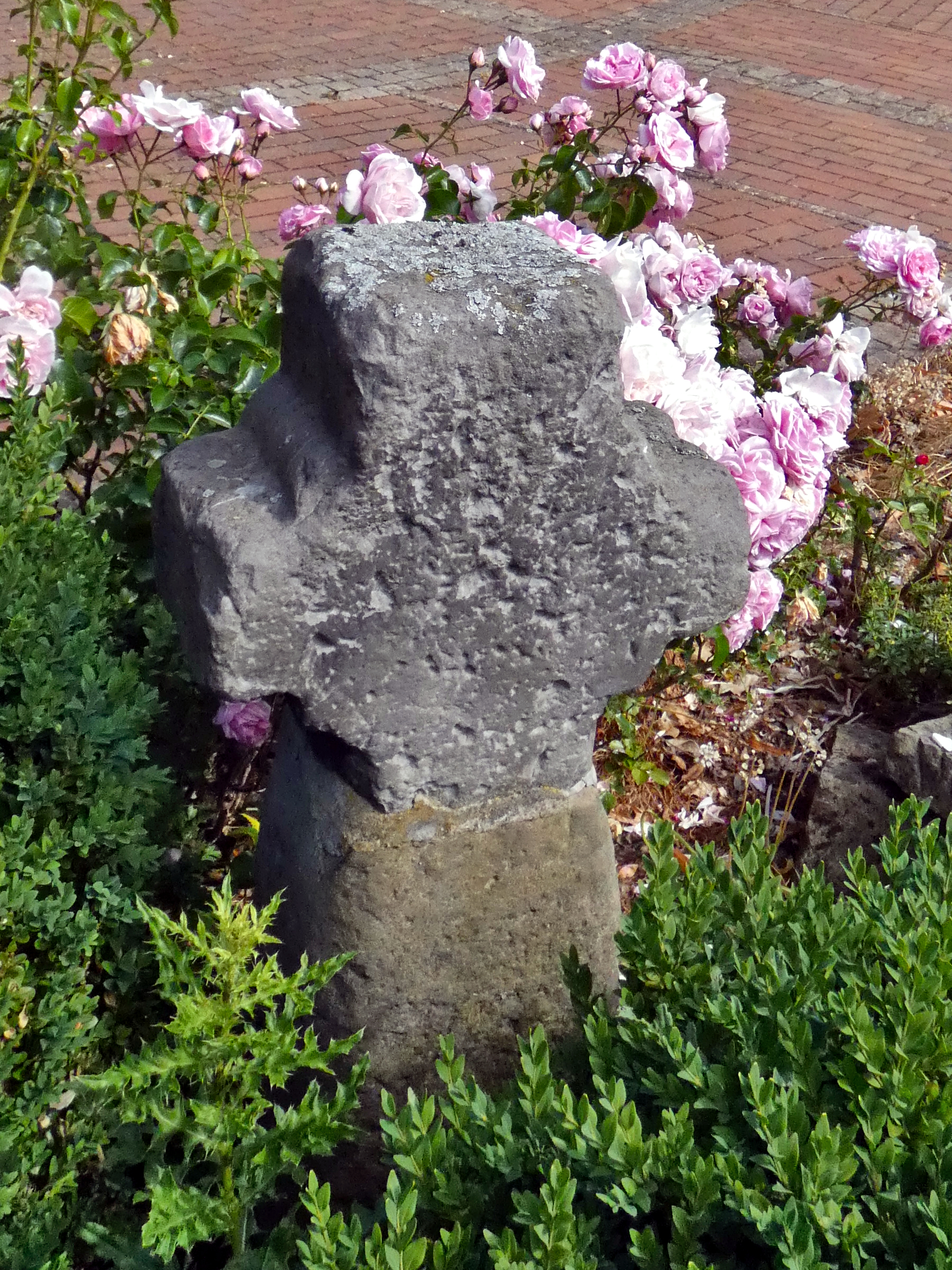
Das Steinkreuz

Das aus Sandstein gefertigte Steinkreuz hat eine obertägige Höhe von 1,10 m. Die größte Breite ist 41 cm.
Der 91 cm hohe Schaft des Kreuzes hat einen quadratischen Grundriss. Seine Kantenlänge verjüngt sich von unten 30 cm zu oben 20 cm.
Oben am Schaft ist eine reparierte Bruchstelle.
Das Steinkreuz mit geraden Kopf- und Armenden hat in den Winkeln der Kreuzarme gerundete Winkelstützen.
Schandsteine und Kette waren schon vor 1990  nicht mehr vorhanden.